# Isabel Sánchez
Isabel Sánchez Fernández (Siviglia, 28 novembre 1976) è un'ex cestista e allenatrice di pallacanestro spagnola.
Alta 179 cm, giocava come ala.

## Carriera
Con la Spagna ha disputato i Giochi olimpici di Pechino 2008, due edizioni dei Campionati mondiali (2002, 2006) e due dei Campionati europei (2007, 2009).